# Postre vigilante
El postre vigilante és una darreria típica de la gastronomia argentina i uruguaiana, de fàcil preparació. Es tracta d'un o més talls de formatge acompanyats amb dolç de batata o amb codonyat.